# 空と大地のクロスノア
『空と大地のクロスノア』（そらとだいちのクロスノア）は、Aimingによって開発・運営されているスマートフォン・タブレット用ゲームアプリ。iOS版は2016年6月27日、Android版は同年6月28日よりサービス開始。基本プレイ無料（アイテム課金制）。
2017年10月26日をもってサービス終了。